# Paul Brochu
 (mars 2019).
Si vous disposez d'ouvrages ou d'articles de référence ou si vous connaissez des sites web de qualité traitant du thème abordé ici, merci de compléter l'article en donnant les références utiles à sa vérifiabilité et en les liant à la section « Notes et références ».
Pour les articles homonymes, voir Brochu.
Paul Brochu est un musicien québécois, batteur et percussionniste, il a joué avec le groupe de jazz fusion montréalais UZEB, avec le guitariste Michel Cusson et le bassiste Alain Caron. 
Il est originaire de la région de Québec. Il a étudié en percussions au Conservatoire de musique de Québec et au « Drummers Collective » de New-York. En 1980, il se joint au groupe UZEB de 1980 à 1992.
Il a aussi collaboré avec Michael Brecker, Didier Lockwood et Tiger Okoshi. Il a été batteur pour Gino Vannelli, Lorraine Desmarais, Michel Cusson, Alain Caron, Jean-Pierre Zanella, Oliver Jones, Michel Donato, Eddie Daniels, Ginette Reno et Diane Dufresne. Paul a enseigné également à l'université de Sherbrooke, l'université Laval, à l'université de Montréal ainsi qu'au Cégep de Drummondville en plus de poursuivre une carrière active de pigiste. Ne pas oublier que le groupe UZEB a aussi accompagné Diane Tell en tournée en France ainsi que sur une version jazzy de son succès Gilberto. Il joue occasionnellement avec Le Band, groupe qui accompagne le bassiste Alain Caron aussi bien sur disques, PLAY en 1997 et Call Me Al en 2000 , qu'en tournée. Il a aussi fait une apparition avec le groupe Wild Unit du guitariste Michel Cusson, on le retrouve à la batterie sur deux pièces du premier album Michel Cusson et Wild Unit en 1992. 